# 乖離
| ウィキペディアには「乖離」という見出しの百科事典記事はありません（タイトルに「乖離」を含むページの一覧/「乖離」で始まるページの一覧）。 代わりにウィクショナリーのページ「乖離」が役に立つかもしれません。 |